# The Firemen 2: Pete & Danny
The Firemen 2: Pete & Danny é um jogo eletrônico do console PlayStation, criado e publicado apenas no Japão pela Human Entertainment em 1995, como continuação do jogo The Firemen.
Assim como no primeiro jogo, você é um bombeiro que tem como missão apagar o fogo em um determinado cenário, que desta vez é um parque de diversões. Diferentemente da primeira versão, nesta há a opção de Multiplayer.